# Boreonymphon compactum
Boreonymphon compactum är en havsspindelart som beskrevs av Just, J. 1972. Boreonymphon compactum ingår i släktet Boreonymphon och familjen Nymphonidae. Inga underarter finns listade.